# Рогуйский, Бронислав Станиславович
Бронислав Станиславович Рогуйский (пол. Bronisław Wawrzyniec Rogoyski; 10 (23) августа 1861 — 17 марта 1921) — известный польский архитектор.

## Биография
Образование получил в Любельской гимназии, затем в Львовском и Брауншвейгском политехнических институтах. Изучением архитектуры занимался в высших учебных заведениях Франции, Италии, Германии.
Б. С. Рогуйский работал в ДПИ с 1907 по 1918 годы на кафедре «Строительное искусство» Строительного факультета, став основоположником научной школы строительства и архитектуры в ДПИ. На протяжении нескольких лет он специально изучал архитектурный облик учебных заведений стран Западной Европы, и учел собранный опыт в проекте ДПИ.

## Деятельность
По проекту Бронислава Рогуйского был создан ансамбль зданий Донского политехнического института, перенесенного в 1907 году из Варшавы в Новочеркасск Варшавского политехнического института Императора Николая II, здание которого в Варшаве в 1898 году также было построено Рогуйским. Возведение комплекса зданий Донского политехнического института началось в 1912 году. Брониславу Рогуйскому удалось окончить строительство только трех учебных корпусов — химического, механического и горного. Строительство остальных было завершено в период с 1924 по 1930 годы. Он же создавал проект политехнического института в Тифлисе, первого на Кавказе высшего учебного заведения.
Помощником Рогуйского при строительстве зданий Донского политехнического института был польский скульптор Грациан Хмелевский, который выполнял для Рогуйского скульптурные барельефы.
Также в Новочеркасске Рогуйским был построен храм «Прихода Успения Пресвятой Девы Марии» Римско-католической церкви (1906—1907), который после многих лет забвения и непрофильного использования в 1994 году был возвращён католической общине города.

## Память
Одна из улиц Новочеркасска носит имя Рогуйского.

## Фотогалерея

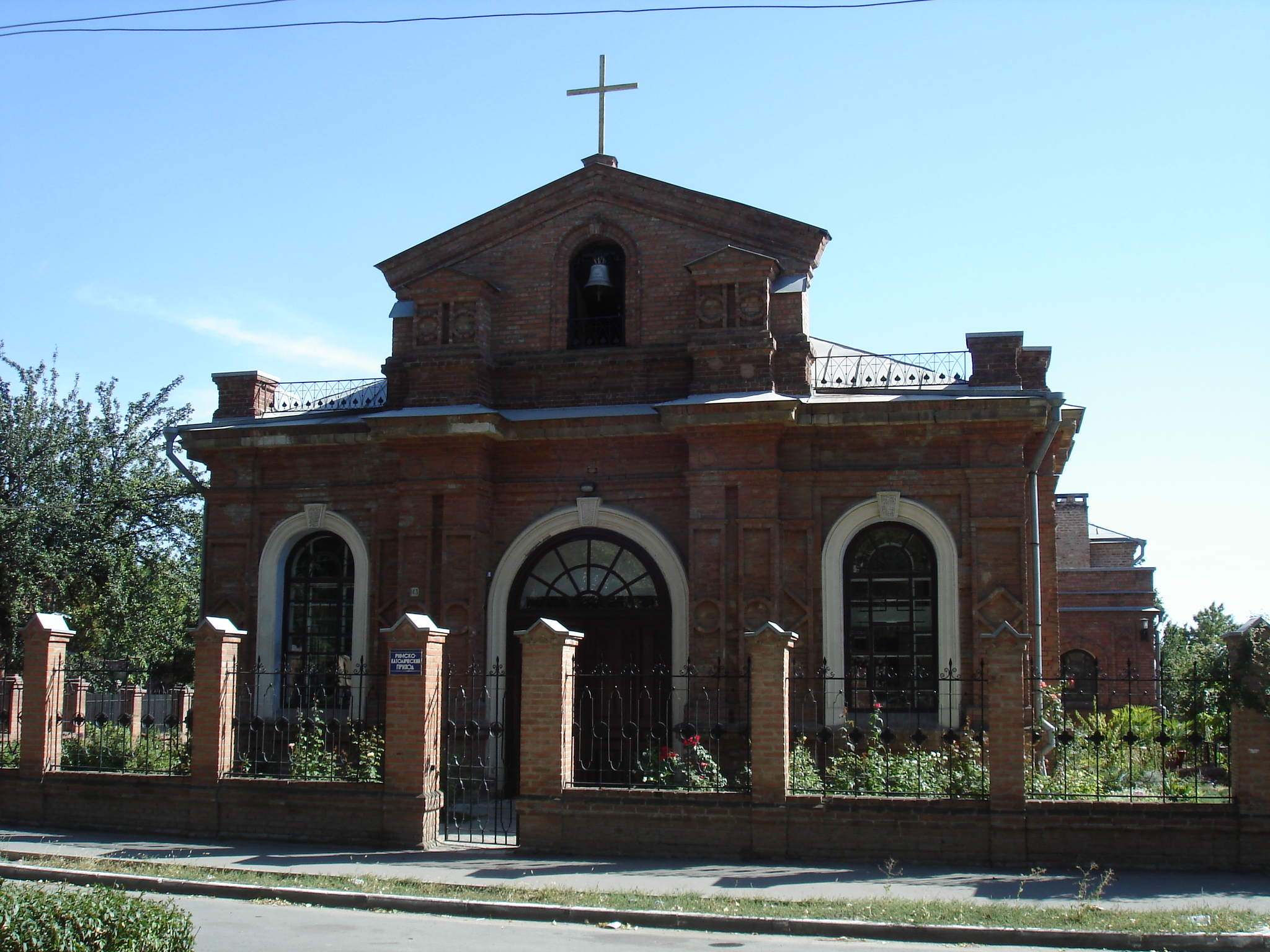
Храм Успения Богородицы, Новочеркасск
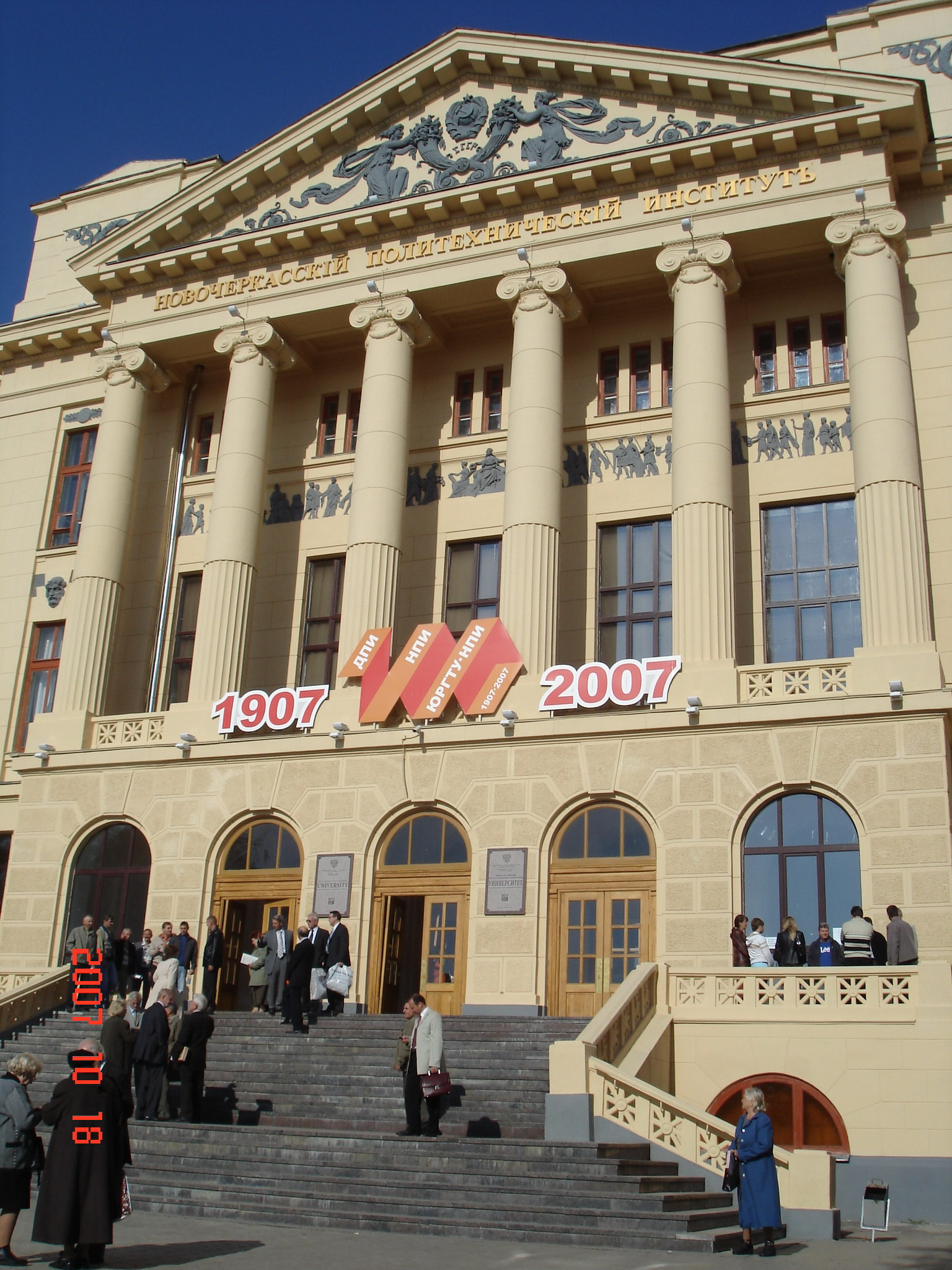
Фасад главного корпуса НПИ
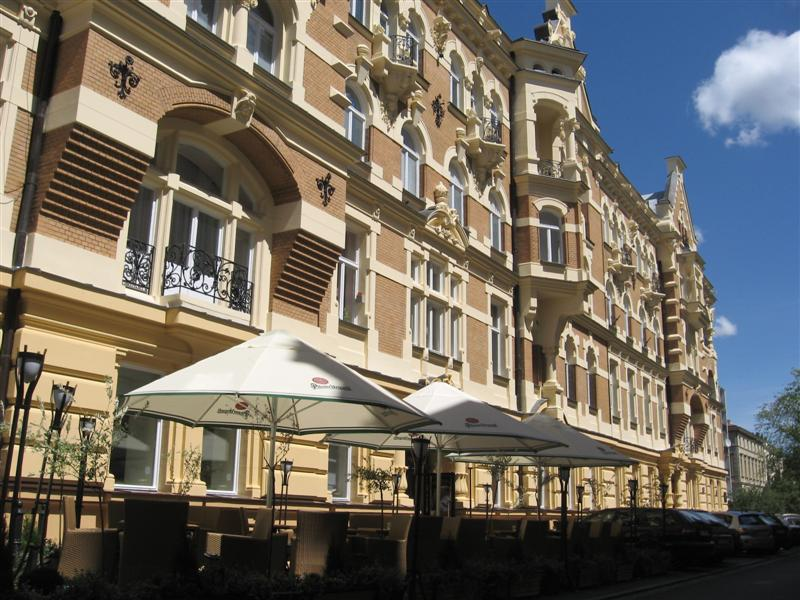
Здание в Варшаве